# Sabaneta (Colombia)
Sabaneta es un municipio colombiano ubicado en el Valle de Aburrá en el departamento de Antioquia. Limita por el norte con el municipio de Itagüí, por el este con Envigado, por el sur con Caldas, y por el oeste La Estrella.
Es uno de los municipios más pequeños de Colombia y de Antioquia con solo 15 km². Es conocido como el Municipio Modelo de Colombia o Vallecito de Encanto. Se encuentra conurbado con el municipio de Envigado que, a su vez, está conurbado con el municipio de Itagüí y hace parte del área metropolitana del Valle de Aburrá.

## Geografía
Sabaneta se encuentra localizado al sur del Valle de Aburrá, este municipio hace parte del proceso de conurbación del área metropolitana de Medellín, localizándose a una distancia de 14 kilómetros del centro de la ciudad de Medellín. El municipio cuenta con 15 km² de área, de los cuales el 67 % de su territorio es urbano.
Su topografía varía de relieves planos y ligeramente ondulados hasta lugares con altas pendientes. Las principales alturas son el alto Piedras Blancas (2650 m s. n. m.) en La Romera, la Cuchilla Santa Teresa (2200 m s. n. m.), el cerro de Los Gallinazos en Pan de Azúcar (1800 m s. n. m.), el cerro Morrón, La Siberia y el Ancón.
La principal corriente de agua es el río Medellín, que sirve de límite con el municipio de Itagüí. El afluente más importante de este río, en el municipio, es la quebrada La Doctora con sus afluentes Buenavista, La Escuela, El Gusano, El Canalón, La Honda, La Sabanetica y la Cien Pesos que marca los límites con Envigado.

## Demografía
De acuerdo con las cifras presentadas por el DANE del censo 2005, Sabaneta cuenta actualmente con una población de 44 820 habitantes, siendo esta la octava aglomeración urbana del área metropolitana del Valle de Aburrá que suma un total de 3 312 165 de personas. El municipio cuenta con una densidad poblacional de aproximadamente 2988 habitantes por kilómetro cuadrado. El 47.2 % de la población son hombres y el 52,8 % mujeres. La ciudad cuenta con una tasa de analfabetismo del 5,5 % en la población mayor de 5 años de edad.
Los servicios públicos tienen una alta cobertura, ya que un 99,7 % de las viviendas cuenta con servicio de energía eléctrica, mientras que un 98,7 % tiene servicio de acueducto y un 95 % de comunicación telefónica.
Según las cifras de la Gobernación de Antioquia basadas en la encuesta de Calidad de Vida 2004 el estrato socioeconómico de mayor porcentaje en Sabaneta es el 3 (medio-bajo) con el 57.3 % del total de viviendas del municipio. El estrato 2 (bajo) es el segundo de mayor proporción con un 35.8 %, le siguen el 4 (medio) con 4.8 %, después se encuentra el 1 (bajo-bajo) con un 1.6 %. Los estratos más altos 5 (medio-alto) y 6 (alto) obtienen un 0.4 % y 0.1 % respectivamente.

### Etnografía
Según las cifras presentadas por el DANE del censo 2005, la composición etnográfica del municipio es: 
- Mestizos & Blancos (98.6 %)
- Afrocolombianos (1,3 %)
- Indígenas (0,1 %)

## Estructura político-administrativa
El Municipio de Sabaneta está regido por un sistema democrático basado en los procesos de descentralización administrativa generados a partir de la proclamación de la Constitución Política de Colombia de 1991.
A la ciudad la gobierna un alcalde (poder ejecutivo) y un Concejo municipal (coadministradores) compuesto por 13 ediles, elegidos democráticamente por los habitantes del municipio; los concejos municipales en Colombia no son órganos legislativos, son entes coadministradores, no legislan, solo legisla el congreso de la república, por lo tanto, no se puede hablar de poder legislativo.
El Alcalde de Sabaneta es el jefe de Gobierno y de la administración municipal, representando legal, judicial y extrajudicialmente al municipio. Es un cargo elegido por voto popular para un periodo de cuatro años, que en la actualidad es ejercido por Alder Cruz. Entre sus funciones principales está la administración de los recursos propios de la municipalidad, velar por el bienestar y los intereses de sus conciudadanos y representarlos ante el Gobierno Nacional, además de impulsar políticas locales para mejorar su calidad de vida, tales como programas de salud, vivienda, educación e infraestructura vial y mantener el orden público.
El Concejo municipal de Sabaneta es una Corporación pública de elección popular, compuesta por 13 ediles de diferentes tendencias políticas, elegidos democráticamente para un período de cuatro años. El concejo es la entidad legislativa del municipio, que  emite acuerdos de obligatorio cumplimiento en su jurisdicción territorial. Entre sus funciones está aprobar los proyectos del alcalde, dictar las normas orgánicas del presupuesto y expedir anualmente el presupuesto de rentas y gastos.
Administrativamente la Alcaldía de Sabaneta se divide en dos grandes grupos: la administración central y las entidades descentralizadas. Se entiende por administración central, el conjunto de entidades que dependen directamente del alcalde. Estas entidades son denominadas secretarías.
Las secretarías son unidades administrativas cuyo principal objetivo es la prestación de servicios a la comunidad o a la administración central. Para lo cual, la Alcaldía cuenta con cuenta con 11 secretarías y 6 entidades descentralizadas.
| Secretarías | Entidades descentralizadas | Entidades descentralizadas |
| --- | --- | -------------------------- |
| - Secretaría de Tránsito y Transportes - Secretaría de Hacienda - Secretaría de Obras Públicas e Infraestructura - Secretaría de Planeación y Desarrollo Territorial - Secretaría de Gobierno y Desarrollo Ciudadano - Secretaría de Salud - Secretaría de Familia y Bienestar Social - Secretaría de Medio Ambiente - Secretaría de Educación y Cultura - Secretaría General - Secretaría de Servicios Administrativos | - Empresa Promotora de Proyectos - Instituto para el Deportes y la Recreación de Sabaneta -INDESA- - Fondo de Vivienda de Interés Social - FOVIS - E.S.E. Hospital Venancio Díaz Díaz - Aseo Sabaneta - Empresa de Alumbrado Público -EPSA- |                            |

### División territorial
El Municipio de Sabaneta está conformado por 31 barrios en la cabecera municipal, 7 centros poblados y 6 veredas.
Los barrios son:
- Aliadas Del Sur
- Ancon Sur
- Betania
- Calle Del Banco
- Calle Larga
- El Carmelo Ii
- Entreamigos
- Holanda
- La Barquereña
- La Florida
- Las Casitas
- Los Alcázarez
- Los Arias
- Manuel Restrepo
- Nuestra Señora de los Dolores
- Paso Ancho
- Playas de María
- Prados de Sabaneta
- Promisión
- Restrepo Naranjo
- Sabaneta Real
- San Joaquín
- San Rafael
- Santa Ana
- Tres Esquinas
- Vegas de la Doctora
- Vegas de San José
- Villas del Carmen
- Virgen del Carmen

Centros poblados:
- Cañaveralejo
- La Doctora
- La Inmaculada
- Las Lomitas
- Loma de Los Henaos
- María Auxiliadora
- San Isidro

Veredas:
- María Auxiliadora
- Las Lomitas
- La Doctora
- San José
- Cañaveralejo
- Pan de Azúcar

## Área metropolitana
El área metropolitana del Valle de Aburrá es una entidad político administrativa que se asienta a todo lo largo del Valle de Aburrá a una altitud promedio de 1538 m s. n. m.
El Área está compuesta por 10 municipios, y está atravesada de sur a norte por el río Medellín, el cual nace al sur de la misma en el municipio de Caldas; ya en el norte, luego del municipio de Barbosa, es una de las fuentes formadoras del Río Porce.
Fue la primera área metropolitana creada en Colombia en 1980, y es la segunda área metropolitana en población en el país después del área metropolitana de Bogotá. La población total, que suma la población urbana y rural de los diez municipios es de 3 909 676 habitantes.
La principal zona urbana del área metropolitana del Valle de Aburrá se encuentra en el centro del Valle y está conformada por los cuatro municipios más grandes por número de habitantes: Medellín, Bello, Itagüí y Envigado.

## Economía
Sabaneta es uno de los municipios con una presencia industrial bien marcada, el cual representan el 60 % de los ingresos de la localidad. Las aproximadas 220 empresas manufactureras de Sabaneta están registradas ante la Cámara de Comercio Aburrá Sur. El alto grado de seguridad y el buen acondicionamiento logístico que el municipio brinda ha estimulado el asentamiento de nuevas empresas.
El municipio de Sabaneta no permitió la entrada del Metro de Medellín a su territorio, pese a que en los planos oficiales, el sistema se extendía hasta Sabaneta. En el 2007, el municipio hace gestión para la entrada del metro hacia su localidad dado que en sus comienzos no se contaba con la demanda necesaria para ubicar allí una estación. En marzo de 2007 se aprobó la extensión del metro hasta la municipalidad.
El sector de la construcción ha crecido considerablemente en los últimos años, y actualmente se están construyendo varios proyectos inmobiliarios de gran calidad.

## Medios de comunicación
En el municipio de Sabaneta están disponibles prácticamente todos los servicios posibles de telecomunicaciones, desde teléfonos públicos, pasando por redes de telefonía móvil, redes inalámbricas de banda ancha, centros de navegación o cibercafés, comunicación IP, etc.
La principal empresa en este sector es UNE Telecomunicaciones (bajo su marca UNE), recientemente separada de su casa matriz Empresas Públicas de Medellín (EPM); también están presentes la Empresa de Telecomunicaciones de Bogotá (ETB), TELMEX, DirecTV, Claro, TeleSabaneta, Virgin, y Telecom de Telefónica.
Hay tres operadores de telefonía móvil, todos con cobertura nacional y con tecnología GSM; estos son Comcel de América Móvil, Movistar de Telefónica y Tigo de la ETB, EPM Telecomunicaciones y Millicom International de Luxemburgo. La empresa Avantel también funciona en el municipio ofreciendo el servicio de trunking, el cual se hace por medio de un dispositivo híbrido entre celular y radio.
El municipio cuenta con varios canales de televisión de señal abierta, los 3 canales locales Telemedellín, Canal U y Televida, (los cuales cubren el Valle de Aburrá), un canal regional Teleantioquia, y los cinco canales nacionales: los 2 privados Caracol y RCN, y los 3 públicos Canal Uno, Señal Institucional y Señal Colombia. Las empresas de televisión por suscripción ofrecen canales propios.
La localidad cuenta con una gran variedad de emisoras en AM y FM, tanto de cobertura local como nacional, de las cuales la mayoría son manejadas por Caracol Radio o RCN Radio, aunque hay otras emisoras independientes de gran sintonía, como Todelar y Súper.
- En Sabaneta, y en el resto de Antioquia, circulan dos importantes diarios: El Colombiano y El Mundo, ambos con una larga trayectoria en el ámbito regional. También circula el periódico El Tiempo de tiraje nacional.

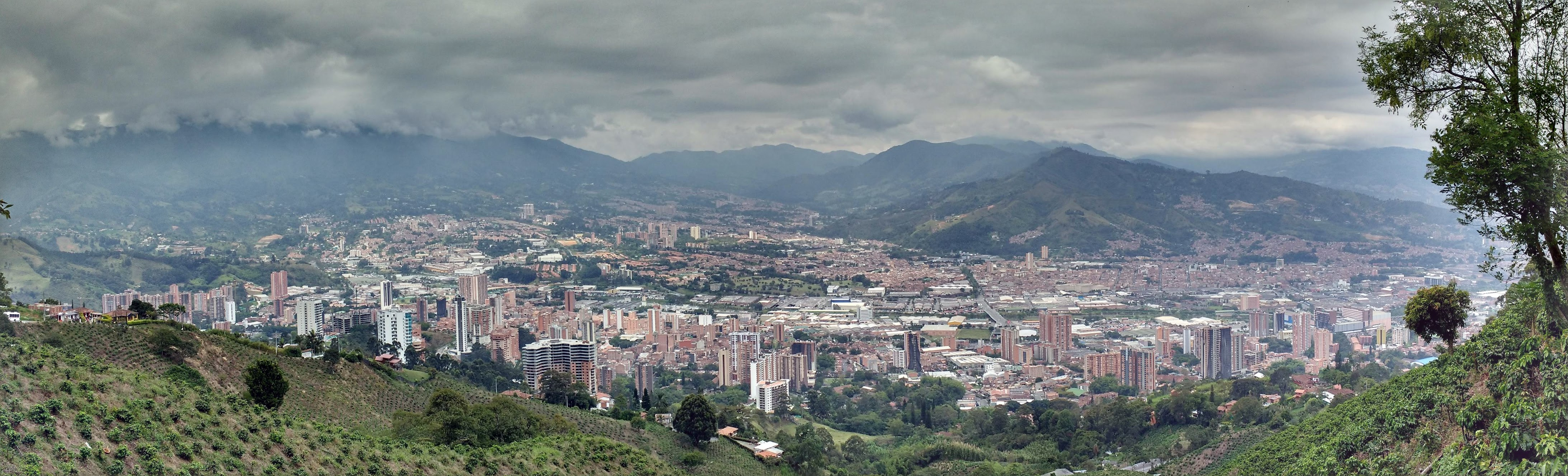

## Transporte público

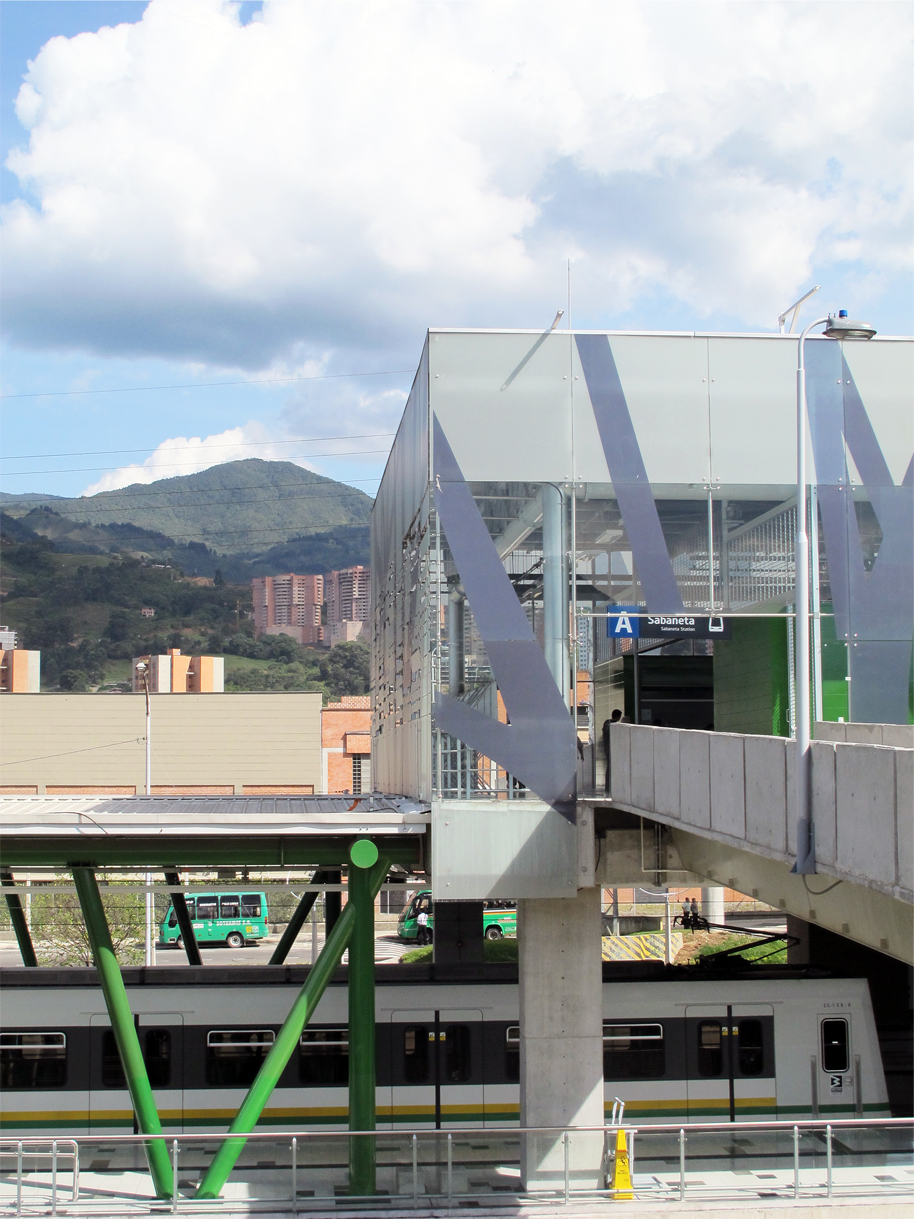
Estación Sabaneta.

- Estación Sabaneta.Metro de Medellín.  Es un sistema de transporte masivo que atraviesa el área metropolitana de sur a norte.[7] El Metro cuenta con varios tipos de niveles (nivel de tierra, viaductos elevados y cables aéreos), y no tiene tramos subterráneos. En el área de influencia de Sabaneta, el Metro transita paralelamente junto al Río Medellín, dejando en su recorrido tres estaciones muy cercanas a Sabaneta: Itaguí, en la frontera entre ambos municipios;[8] Sabaneta, cercana al parque; y La Estrella, de nuevo, en la frontera entre ambos municipios.[9]
- Buses. Existe en la localidad un sistema privado de buses urbanos que atiende todos los sectores del municipio e igualmente se cuenta con rutas que comunican a Sabaneta y a Medellín por vías como avenida El Poblado o Las Vegas. Adicionalmente, está el sistema “TIO” (Transporte Inter-operativo, anteriormente SITVA)[10] el cual consta de buses que comunican a las últimas estaciones del Metro de Medellín (Itagüí, Sabaneta y La Estrella) con las diferentes áreas del municipio.

- Taxis. Hay numerosas empresas de taxis que cubren toda el área metropolitana, y entre ellas hay algunas con servicios bilingües en inglés. El servicio de pedido de taxi por teléfono es el más usual y seguro. Algunas empresas prestan servicios intermunicipales. Es usual además el servicio de taxi colectivo; algunos de estos colectivos pueden ser cómodos y rápidos, aunque suelen estar supeditados al cupo completo.

## Educación
Siete instituciones de educación superior:
- Corporación de Altos Estudios Equinos de Colombia, CAEQUINOS
- Corporación Universitaria de Sabaneta, UNISABANETA.
- Universidad San Martín
- Universidad CES (Sede Sabaneta)
- Fundación Universitaria Ceipa
- Cinde
- Ceoget Biblioteca Municipal de Sabaneta

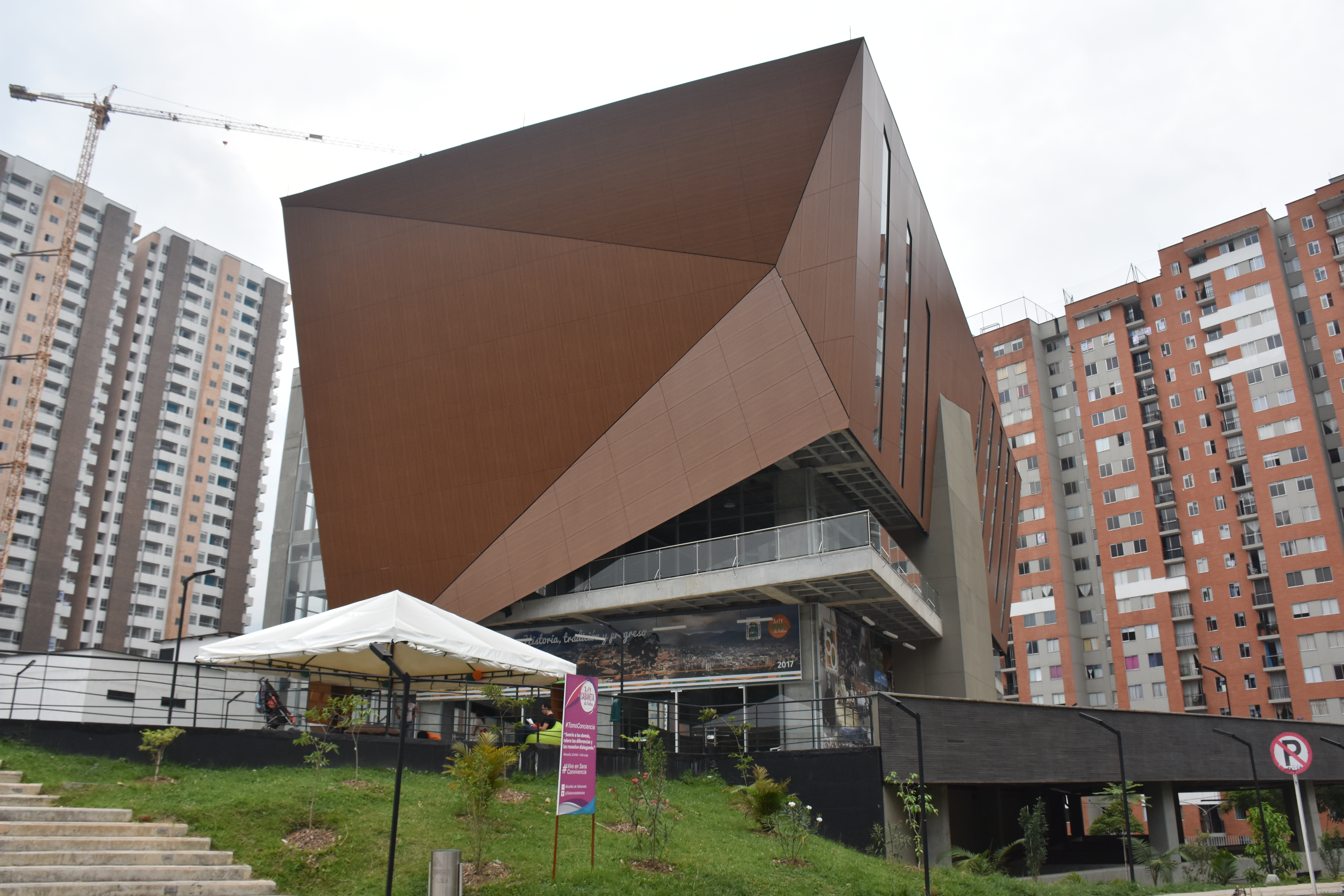
Biblioteca Municipal de Sabaneta

Ocho instituciones educativas públicas:
- Institución Educativa Rafael J. Mejia
- Institución Educativa Adelaida Correa Estrada
- Institución Educativa María Mediadora
- Institución Educativa Primitivo Leal La Doctora
- Institución Educativa María Auxiliadora
- Institución Educativa Pbro. Antonio Baena Salazar
- Institución Educativa José Félix De Restrepo Vélez
- Institución Educativa Concejo de Sabaneta Jmcb

Once instituciones educativas privadas: 
- Colegio Padre Ramón Arcila
- Colegio El Carmelo. (Sede Primaria)
- Colegio El Carmelo (Sede Secundaria)
- Colegio Londres
- Carlos Castro Saavedra
- Gimnasio Los Alcázares
- Colegio José María Berrio
- Colegio Campestre El Remanso
- Instituto Nazareno
- Ferrini
- Santa Ana de las lomas

## Cultura
Como principal centro cultural, Sabaneta ofrece la Casa de la Cultura La Barquereña, donde se encuentran la Galería de Arte Roberto Jairo Arango, el Auditorio de Conferencias José Félix de Restrepo, la Escuela de Iniciación y Formación Artística y el Teatro al Aire Libre. Además, el municipio cuenta con un nuevo teatro con instalaciones modernas y con capacidad para 404 personas. Adicionalmente, existe el Centro de Convenciones Sierra Morena, el cual ofrece tres salones múltiples de reuniones y una programación permanente de eventos académicos y sociales.

### Eventos

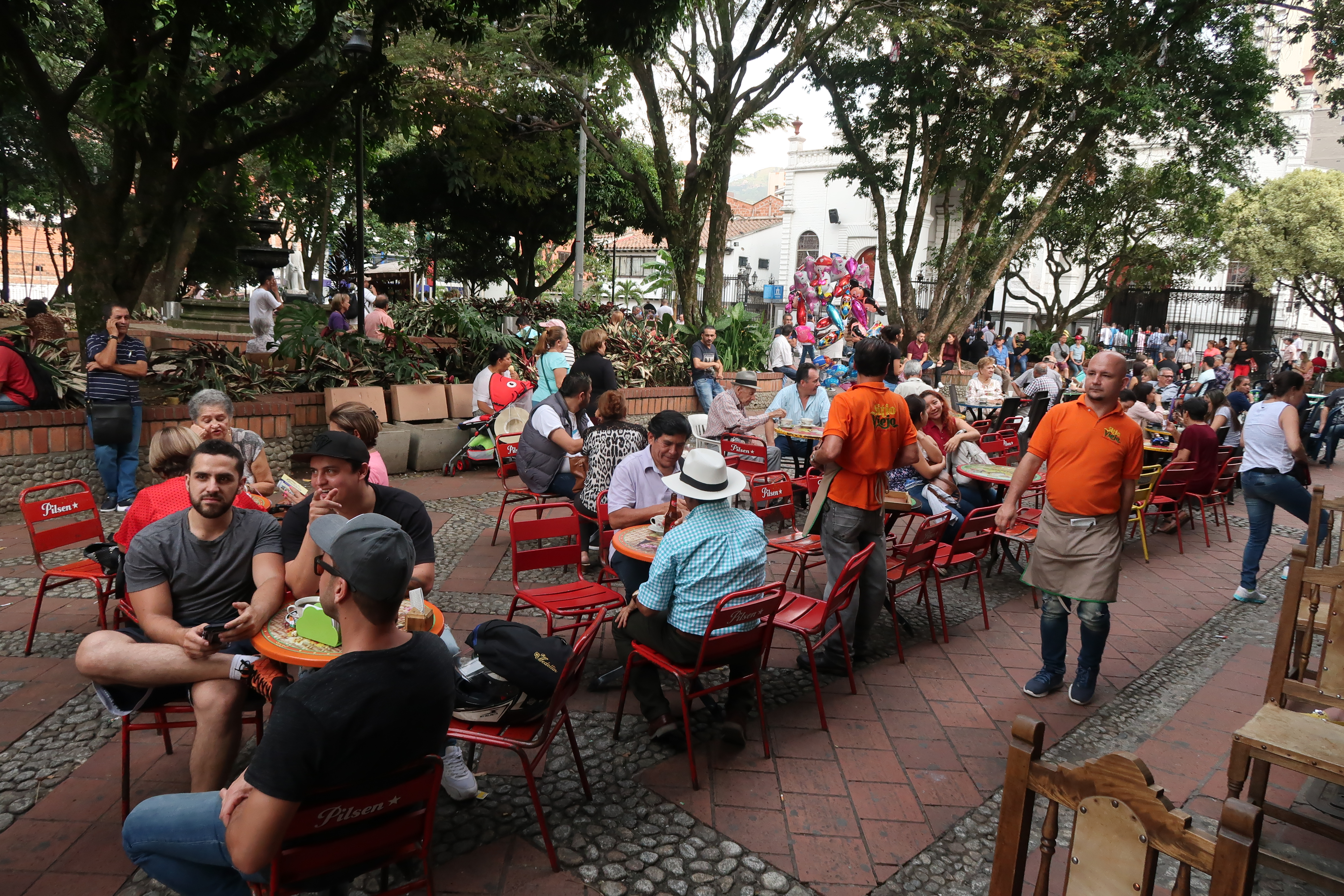
Residentes y visitantes se sientan en una cafetería en el Parque de Sabaneta.

- Fiestas de María Auxiliadora, mayo 24.
- Fiestas del Plátano, en junio, último fin de semana. Esta es la fiesta o celebración más reconocida del municipio.
- Fiestas de Santa Ana, julio 18 al 26.
- Día Clásico del Municipio, noviembre 22.
- Fiestas del Palenque, noviembre 30.
- Navidad en Familia y Festival de Coros, en diciembre.
- Retreta musical. Por Acuerdo Nro. 030 del 10 de diciembre de 2002 del concejo de Sabaneta, se realiza en la actualidad los últimos domingos de cada mes, en el parque Simón Bolívar.[12]

### Gastronomía
Cuenta con numerosos establecimientos gastronómicos (en su mayoría fondas); tres de los más conocidos son La Doctora, Mama Santa y La Hija de Estela, ubicado en la Vereda La Doctora.
Son de amplio reconocimiento local sus asados, e igualmente cuenta con una notable presencia de comida llanera. En el parque principal se puede disfrutar del buñuelo más grande del país, el cual es tradicional en su cultura gastronómica.
Las fiestas del plátano hacen de Sabaneta un lugar gastronómico por excelencia. Durante ese evento (última semana de junio) se traen grandes platillos gastronómicos tradicionales de Colombia, especialmente de Antioquia.

## Deporte y recreación
La Unidad Deportiva Zona Norte es la obra de infraestructura más grande en el Municipio de Sabaneta. Su cancha de fútbol cuenta con medidas reglamentarias y con grama sintética. Funcionan allí igualmente escenarios para otras disciplinas como patinaje, baloncesto, voleibol, entre otros. Además, cuenta con una pista infantil de tránsito y algunas dependencias del Instituto para el Deporte y la Recreación de Sabaneta.
En la Unidad Deportiva Zona Sur se encuentran un estadio para fútbol y un coliseo auxiliar para baloncesto, voleibol, fútbol de salón y balonmano. También cuenta con una piscina semiolímpica, zona húmeda, gimnasio y cancha de tenis,
Adicionalmente, el Municipio posee el polideportivo municipal Adalberto Lopera en la zona central, para la práctica de baloncesto, fútbol de salón y voleibol.
En barrios y veredas, la infraestructura deportiva contempla placas polideportivas con sus respectivas zonas de juegos infantiles.
En 2010, fue una de las subsedes de los IX Juegos Suramericanos.

## Sitios de interés
- Templo parroquial de Santa Ana
- Santuario de María Auxiliadora
- Casa de la Cultura La Barquereña

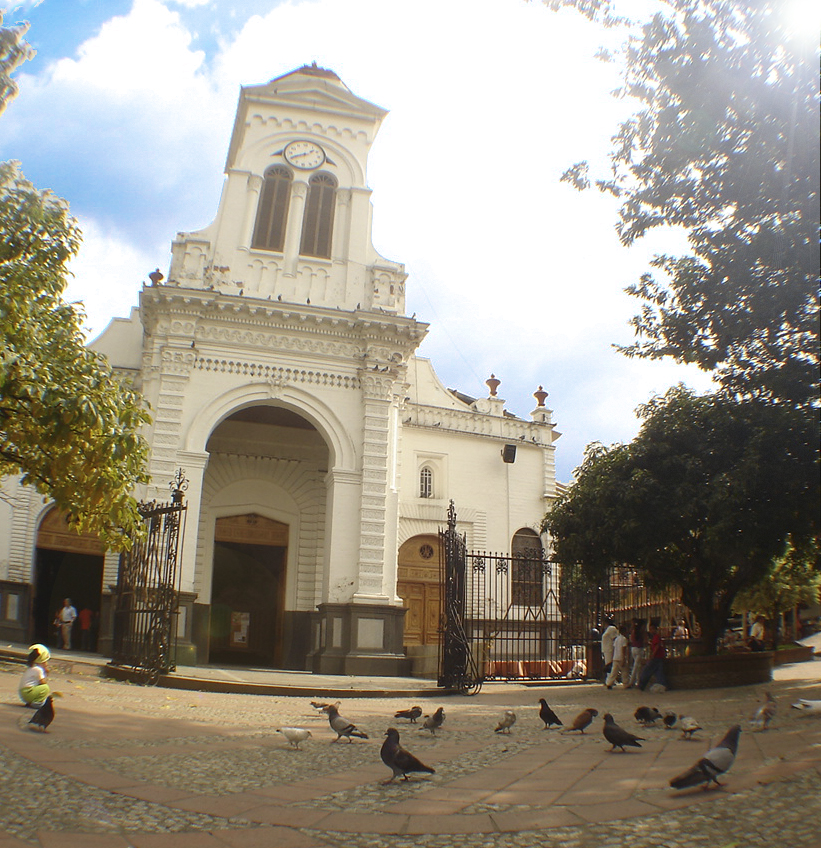
Iglesia de Santa Ana, en el Parque Principal.

- Parque Simón Bolívar (Parque Principal)
- Parque Ecológico La Romera
- Finca La Doctora
- Casa natal de José Félix de Restrepo
- Centro Comercial Mayorca
- Centro Comercial Aves María
- Centro Internacional de Convenciones Aves María
- Parque Lineal Erato

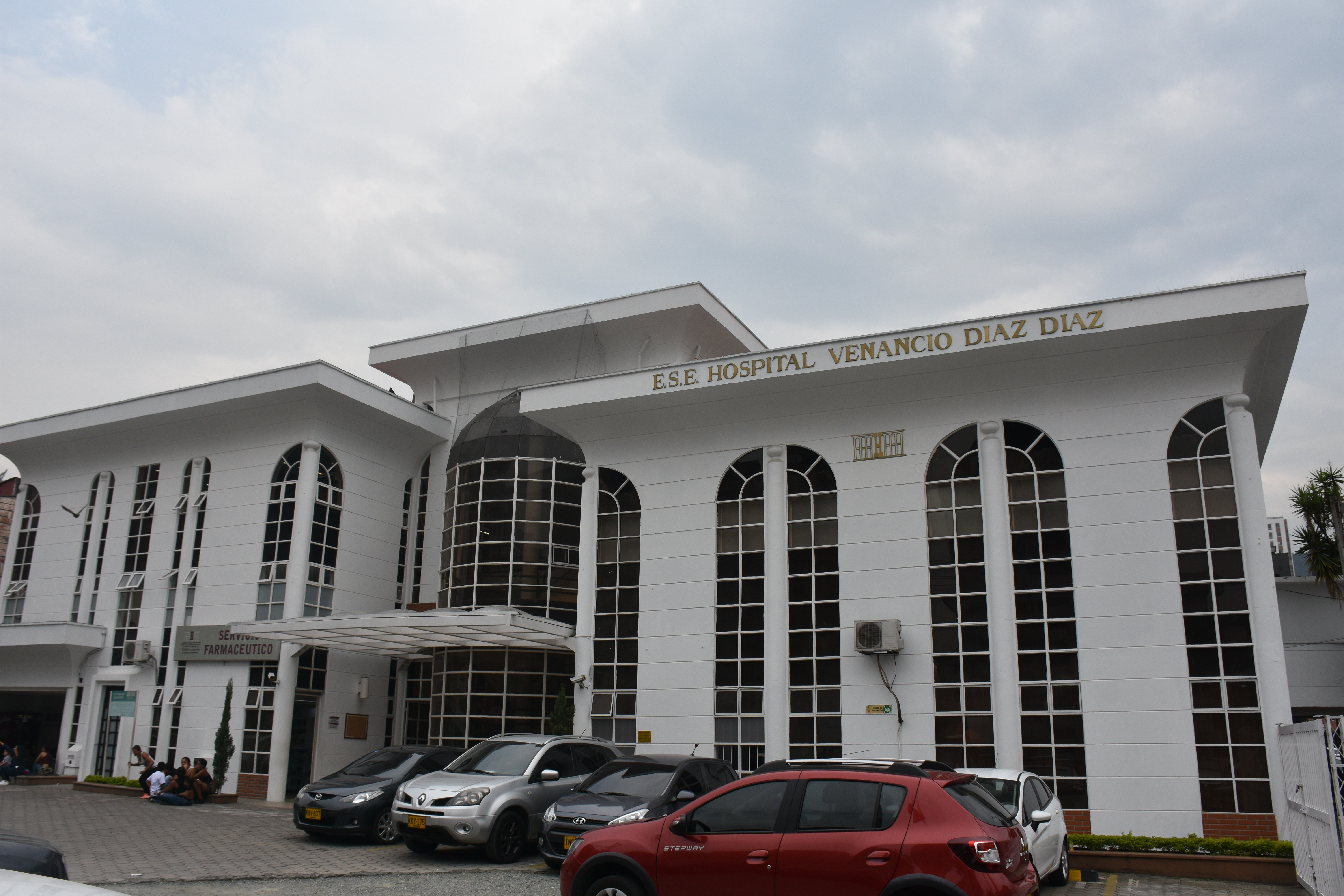
Hospital de Sabaneta

- Hospital de Sabaneta Centro de convenciones La Extremadura

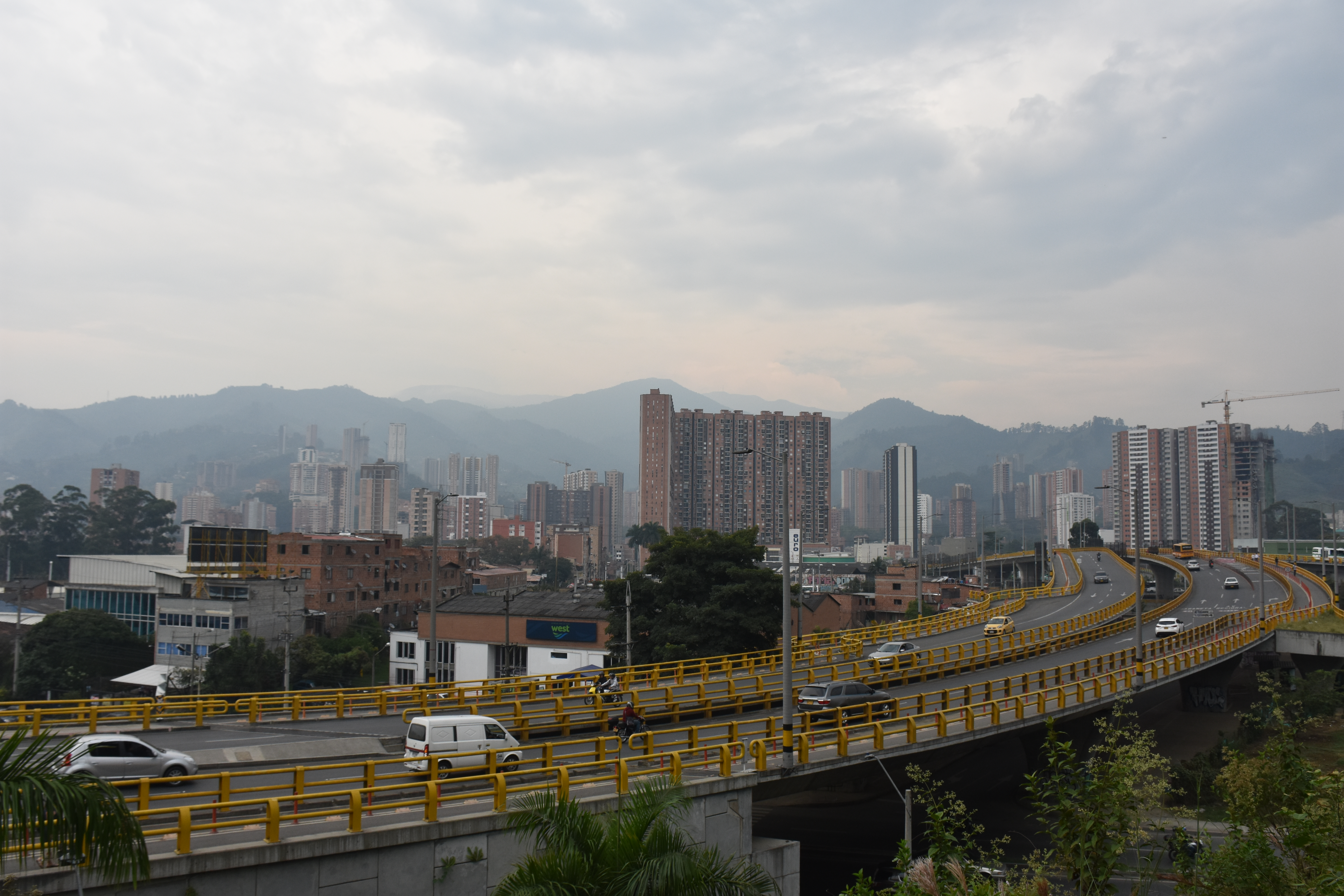
Intercambio Vial Rafael Uribe Uribe